# Марченко, Антон Александрович
Анто́н Алекса́ндрович Ма́рченко (5 сентября 1987, пос. Чернышевск, Читинская область — 8 августа 2008, Цхинвал, Южная Осетия, Россия) — рядовой, механик-водитель 19 мотострелковой дивизии в составе бывшего миротворческого батальона смешанных сил по поддержанию мира в зоне Грузино-Осетинского конфликта, Герой Российской Федерации.

## Подвиг
Официальное описание событий:

8 августа грузинскими войсками была предпринята атака на базовый лагерь батальона. Миротворцы оказали яростное сопротивление превосходящим силам противника, вели огонь из стрелкового оружия, гранатомётов и вооружения боевых машин пехоты. В ходе боя Антон Марченко вывел горящую БМП с позиции российских миротворцев, тем самым спас от гибели своих товарищей. Рядовой не успел покинуть объятую пламенем машину, которая взорвалась от детонации топливных баков и боекомплекта. Указом Президента Российской Федерации от 1 октября 2008 года № 1428 ему было присвоено звание Героя России (посмертно).

20 февраля 2019 года награждён югоосетинским орденом «Уацамонга» «за мужество и героизм, проявленные при отражении агрессии Грузии против народа Южной Осетии в августе 2008 года».

## Память
Похоронен 19 августа в городе Бузулуке.